# Lisa Wilhelm

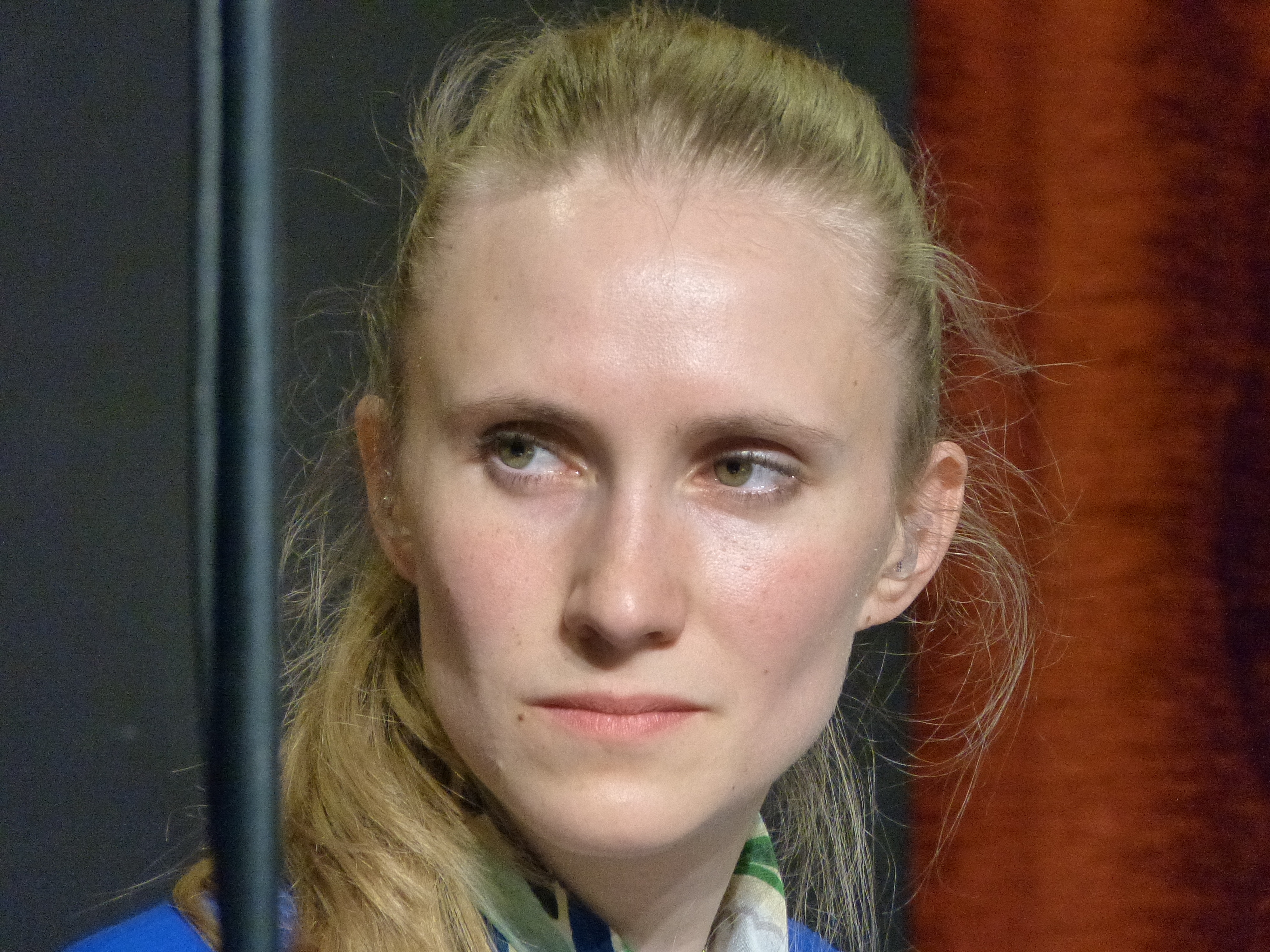
Lisa Wilhelm (2025) im Loft (Köln)

Lisa Wilhelm (* 1997 in Böblingen) ist eine deutsche Jazzmusikerin (Schlagzeug, Komposition).

## Leben und Wirken
Wilhelm, die in Stuttgart aufwuchs, hat ihre Wurzeln in der Popmusik; sie lernte Klavier und erhielt seit dem neunten Lebensjahr Schlagzeugunterricht bei Jochen Spahr. Sie arbeitete zunächst in Hamburg am Thalia Theater als Musikerin und besuchte die Berufsfachschule für Musik des Bezirks Mittelfranken. Zwischen 2018 und 2023 absolviert sie ihr Jazzstudium an der Hochschule für Musik und Darstellende Kunst Stuttgart; 2021 führte sie ihr Studium an die Königliche Musikhochschule Stockholm, dann an die Escola Superior de Música nach Lissabon.
2020 gründete Wilhelm ihr eigenes Quartett mit Lukas Wögler (Saxophon), Moritz Langmaier (Klavier) und Franz Blumenthal (Bass), das der SWR 2022 in einem Konzert aus Mainz präsentierte. Mit dieser Formation veröffentlichte sie 2023 bei Berthold Records ihr Debütalbum Potpourri – Quoted not Stolen; das Album erhielt positive Rezensionen und wurde beim NDR als „Jazzalbum der Woche“ herausgestellt. Ihr zweites Album So Close (2025) entstand mit ihrem Quartett, das teilweise um ein Streichquartett und die Stimmen von Mareike Riegert, Nate Dailey und Nico-Alexander Wilhelm erweitert wurde. Mit Ewoud Van Eetwelde und Charly Härtel bildete sie das Trio BÖE, das 2025 die EP Pure Tape Recordings veröffentlichte.
Wilhelm trat auch international bei Konzerten und Festivals auf, 2021 bei zwei Konzerten in der Hamburger Elbphilharmonie. Daneben arbeitet Wilhelm in unterschiedlichen Jazz- und Popkonstellationen wie dem Stockholm Bookclub, der Band Ever Evolving, dem Tim Scherer Trio oder der Indie-Band Nitsch. Sie ist auch auf Alben und Singles mit Marvin Holley, no romeo, Charly Härtel, der Restle Wögler Bigband  oder der Band SiEA zu hören.

## Preise und Auszeichnungen
Wilhelm erhielt 2022 den Solistenpreis beim Jungen Deutschen Jazzpreis in Osnabrück.